# Finale della Coppa dei Campioni 1980-1981
La finale della 26ª edizione di Coppa dei Campioni si disputò il 27 maggio 1981 presso il Parco dei Principi di Parigi tra gli inglesi del Liverpool e gli spagnoli del Real Madrid. All'incontro assistettero 48 360 spettatori. La partita, arbitrata dall'ungherese Károly Palotai, vide la vittoria per 1-0 della squadra britannica.

## Le squadre
| Squadre     | Partecipazioni precedenti (il grassetto indica la vittoria) |
| ----------- | ----------------------------------------------------------- |
| Liverpool   | 2 (1977, 1978)                                              |
| Real Madrid | 8 (1956, 1957, 1958, 1959, 1960, 1962, 1964, 1966)          |

## Il cammino verso la finale
Il Liverpool di Bob Paisley debuttò ai sedicesimi contro i finlandesi dell'Oulun Palloseura, che, dopo un inaspettato pari in terra finnica, batté ad Anfield per 10-1. Agli ottavi di finale incontrò gli scozzesi dell'Aberdeen, facilmente superati con un 5-0 totale. Ai quarti, i bulgari del CSKA Sofia, che avevano eliminato i campioni uscenti del Nottingham Forest, furono sconfitti con un risultato aggregato di 6-1. In semifinale i tedeschi occidentali del Bayern Monaco misero in difficoltà i Reds, che passarono il turno grazie alla regola dei gol fuori casa pareggiando 0-0 a Liverpool e 1-1 a Monaco di Baviera.
Il Real Madrid di Vujadin Boškov iniziò il cammino europeo contro gli irlandesi del Limerick, battendoli con una goleada totale di 7-2. Agli ottavi di finale incontrò i campioni d'Ungheria dell'Honvéd, ex squadra della stella madridista Ferenc Puskás, battendoli con un risultato complessivo di 3-0. Ai quarti, toccò ai sovietici dello Spartak Mosca essere eliminati dai campioni di Spagna, con un 2-0 al Bernabéu. In semifinale l'Inter diede filo da torcere ai Blancos, che vinsero l'andata 2-0, ma persero la gara di ritorno a Milano per 1-0.

## La partita
A Parigi ritorna la finale di Coppa dei Campioni dopo venticinque anni dalla prima edizione (la prima in assoluto) e anche questa volta va in scena il Real Madrid. Della squadra plurivincitrice negli anni 50 non è rimasto nulla e il Liverpool parte come favorita per la vittoria finale. La partita in sé non è bella, molto combattuta sul piano tattico e con i giocatori piuttosto nervosi. È il Real che si rende per primo pericoloso, dapprima con Uli Stielike e poi con Juanito, che colpisce la traversa. Il Liverpool non sta però a guardare e attacca spesso in area merengues con Terry McDermott e Alan Kennedy, che chiamano in causa il portiere Agustín.
La ripresa si apre con il Liverpool riversato in avanti alla ricerca del vantaggio, che arriva però solo a nove minuti dal termine con la rete di Alan Kennedy. Per il Real è una doccia fredda e i giocatori si spingono in attacco, permettendo ai Reds di infilarli in contropiede. Il risultato non cambia fino al fischio finale, grazie anche agli ottimi interventi di Agustín, e il Liverpool vince così la sua terza Coppa dei Campioni.

## Tabellino
| Arbitro: | Károly Palotai |

|                |           |  |
| A. Kennedy 81’ | Marcatori |  |

| Liverpool | Real Madrid |

### Formazioni
| Liverpool    |    |                 |     |     |
|              |    |                 |     |     |
| P            | 1  | Ray Clemence    |     |     |
| D            | 2  | Phil Neal       |     |     |
| D            | 3  | Alan Kennedy    |     |     |
| C            | 4  | Phil Thompson   |     |     |
| D            | 5  | Ray Kennedy     | 24’ |     |
| D            | 6  | Alan Hansen     |     |     |
| A            | 7  | Kenny Dalglish  |     | 87’ |
| C            | 8  | Sammy Lee       |     |     |
| A            | 9  | David Johnson   |     |     |
| C            | 10 | Terry McDermott |     |     |
| C            | 11 | Graeme Souness  |     |     |
| In panchina: |    |                 |     |     |
| C            | 12 | Jimmy Case      |     | 87’ |
| P            | 13 | Steve Ogrizovic |     |     |
| D            | 14 | Colin Irwin     |     |     |
| D            | 15 | Richard Money   |     |     |
| A            | 16 | Howard Gayle    |     |     |
| Allenatore:  |    |                 |     |     |
| Bob Paisley  |    |                 |     |     |

| Real Madrid    |    |                        |     |     |
|                |    |                        |     |     |
| P              | 1  | Agustín Rodríguez      |     |     |
| D              | 2  | Rafael García Cortés   |     | 87’ |
| D              | 3  | José Antonio Camacho   |     |     |
| C              | 4  | Uli Stielike           | 58’ |     |
| D              | 5  | Andrés Sabido          |     |     |
| C              | 6  | Vicente del Bosque     |     |     |
| A              | 7  | Juanito                |     |     |
| C              | 8  | Ángel de los Santos    |     |     |
| A              | 9  | Santillana             |     |     |
| C              | 10 | Antonio García Navajas |     |     |
| A              | 11 | Laurie Cunningham      |     |     |
| In panchina:   |    |                        |     |     |
| P              | -  | Miguel Ángel González  |     |     |
| D              | -  | Isidoro San José       |     |     |
| C              | -  | Miguel Ángel González  |     |     |
| C              | -  | García Hernández       |     |     |
| C              | 16 | Francisco Pineda       |     | 87’ |
| Allenatore:    |    |                        |     |     |
| Vujadin Boškov |    |                        |     |     |